# Verband Freier Rundfunk Österreich
Der Verband Freier Rundfunk Österreich (ehemals: VFRÖ, Verband Freier Radios Österreich) ist der Verband und die Interessenvertretung nichtkommerzieller Freier Sender in Österreich. Der Verband wurde 1993 gegründet und hat aktuell 18 Mitglieder. Sie akzeptieren die Charta des Freien Rundfunks Österreich. Die Organisation ist „teilnehmender Verband“ des Österreichischen Presserats für Medienaufsicht.

## Mitglieder
Zu den ordentlichen Mitgliedern gehören:
- Freies Radio Agora (Klagenfurt)
- Freies Radio B138 (Kirchdorf an der Krems)
- Campus & City Radio 94.4 (St. Pölten)
- Freies Radio Freequenns (Ennstal)
- Freies Radio Innsbruck – Freirad 105.9 (Innsbruck)
- Freies Radio Freistadt (Freistadt)
- Freier Rundfunk Oberösterreich – FRO (Linz)
- Freies Radio Salzkammergut – FRS (Bad Ischl)
- Radio Ypsilon (Hollabrunn)
- Freies Radio Helsinki (Graz)
- Freies Radio Orange (Wien)
- Freies Radio Proton (Dornbirn)
- Radiofabrik – Freier Rundfunk Salzburg (Salzburg)
- Radio MORA – Mehrsprachiges offenes Radio Burgenland (Oberpullendorf)
- FS1 – Freies Fernsehen Salzburg (Salzburg)
- Okto (Wien)

Außerordentliche Mitglieder sind:
- Aufdraht (Langenlois) (Projektradio)
- Freies Radio Innviertel (Ried im Innkreis)

## Ziele
Ziele sind unter anderem:
- Verbesserung der Finanzierung
- Änderung der österreichischen Rundfunkgesetze für bessere Anerkennung des nicht-kommerziellen Privatrundfunks
- Vollversorgung der Bevölkerung mit dessen Leistungen

## Mediatheken
Der Verband betreibt die Mediathek Cultural Broadcasting Archive. Mit rund 100.000 Audiobeiträgen (Stand: Juli 2019) ist sie eines der größten Audioarchive des deutschen Sprachraums für Radio. Teilnehmer sind Stationen aus Österreich, Deutschland (Alex Berlin, PI Radio) und unabhängige Projekte. 2020 wurde die CBA in eine eigene Organisation überführt, der Verband bietet seither auf Basis der Daten der CBA eine eigene Radiothek mit den österreichischen Radiostationen an.